# 잔 다르크의 재판
《잔 다르크의 재판》(프랑스어: Procès de Jeanne d'Arc)은 1962년 개봉한 프랑스의 전기, 역사 영화이다. 로베르 브레송이 감독과 각본을 맡았다. 1962년 칸 영화제 심사위원상 수상작이다.

## 배역

### 주연
- 플로랑스 들레 - 잔 다르크 역
- 장클로드 푸르노 - 피에르 코숑 역

### 조연
- 로제 오노라
- 마크 자키에
- 장 질리베르
- 미셸 에뤼벨
- 앙드레 레니에
- 앙드레 브뤼네
- 마르셀 다르보
- 필리프 드뢰
- 폴로베르 미메

## 기타
- 의상: 루칠라 무시니